# Riccardia cochleata
Riccardia cochleata là một loài rêu trong họ Aneuraceae. Loài này được Kuntze mô tả khoa học đầu tiên năm 1891.